# Keith Lemon
Keith Ian Lemon é um personagem fictício interpretado por heterodoxo Inglês comediante Leigh Francis. Ele apareceu pela primeira vez no Whatever I Want in 2000, antes de depois de passar a fazer várias aparições em Francis' sketch comedy Bo' Selecta!. Lemon já foi adotado na cultura popular e é mais famoso por sua comédia painel show Celebrity Juice e seu filme de 2012 Keith Lemon: The Film, sendo que ambos apresentam Holly Willoughby e Kelly Brook. Ele é conhecido por sua personalidade extravagante e vistoso senso vestido.